# La Valise en carton

La Valise en carton est une comédie musicale française en deux actes, écrite en 1986 sur des chansons et un livret de Françoise Dorin, et une partition de Pascal Auriat, d'après le livre biographique à grand succès de Linda de Suza.
Le spectacle, produit par Jean-Claude Camus (alors associé à Gilbert Coullier) et Pascal Auriat (via sa société Suzaur), fut créé sur la scène du Casino de Paris, le 16 septembre 1986, et resta à l'affiche un peu plus de trois mois.
Une captation du spectacle fut réalisée par Guy Job, et fut diffusée à plusieurs reprises sur France 2 (alors Antenne 2).
Enfin, ce même spectacle fit l'objet d'un enregistrement disque en studio (21 titres), alors commercialisé chez Carrère (CD, vinyle et cassette audio), maison de disques officielle de Linda de Suza, vedette du spectacle.

## Fiche technique
- Mise en scène : Michel Roux
- Chorégraphie : Arthur Plasschaert
- Direction musicale et orchestre : Gérard Daguerre (avec la collaboration de Bernard Estardy pour quelques titres préexistant)
- Conseillers artistiques : Maritie et Gilbert Carpentier
- Lumières : Jacques Rouveyrollis
- Costumes : Michel Fresnay
- Décors : François Comtet
- Sonorisation : Bernard Estardy
- Production exécutive : SFP

## Distribution
La distribution comprenait pas moins de 22 danseurs et chanteurs, à quoi s'ajoute l'orchestre.
- Linda : Linda de Suza
- Paul Lafée : Jean-Pierre Cassel
- Kifétout (qui fait tout), l'intendant de l'hôtel : Frédéric Norbert
- Aurore Schmoll, la directrice de l'hôtel : Jacqueline Doyen
- Pierre Lafée : Éric Estrel
- Boris Barouani : Robert Fontanet

## Chansons
Acte I
- Introduction
- Le chœur du personnel
- Dans ma valise en carton
- Si vous trouvez un homme
- Le remplaçant
- L'endroit où la pluie cesse
- O Malhão (en portugais)
- Jamais dans le travail
- De moi ici à moi là-bas
- Dans sa valise en carton

Acte II
- De moi ici à moi là-bas
- Medley de fados
- Le chœur des usagers
- Te voilà sur l'affiche
- Adieu, je m'en vais
- Pour ça
- L'endroit où la pluie cesse
- Um Portugues (en portugais)
- Au bout de mes doigts
- L'étrangère
- La volonté